# Sekidang
Sekidang is een bestuurslaag in het regentschap Lamongan van de provincie Oost-Java, Indonesië. Sekidang telt 714 inwoners (volkstelling 2010).